# Mlýnky na obilí

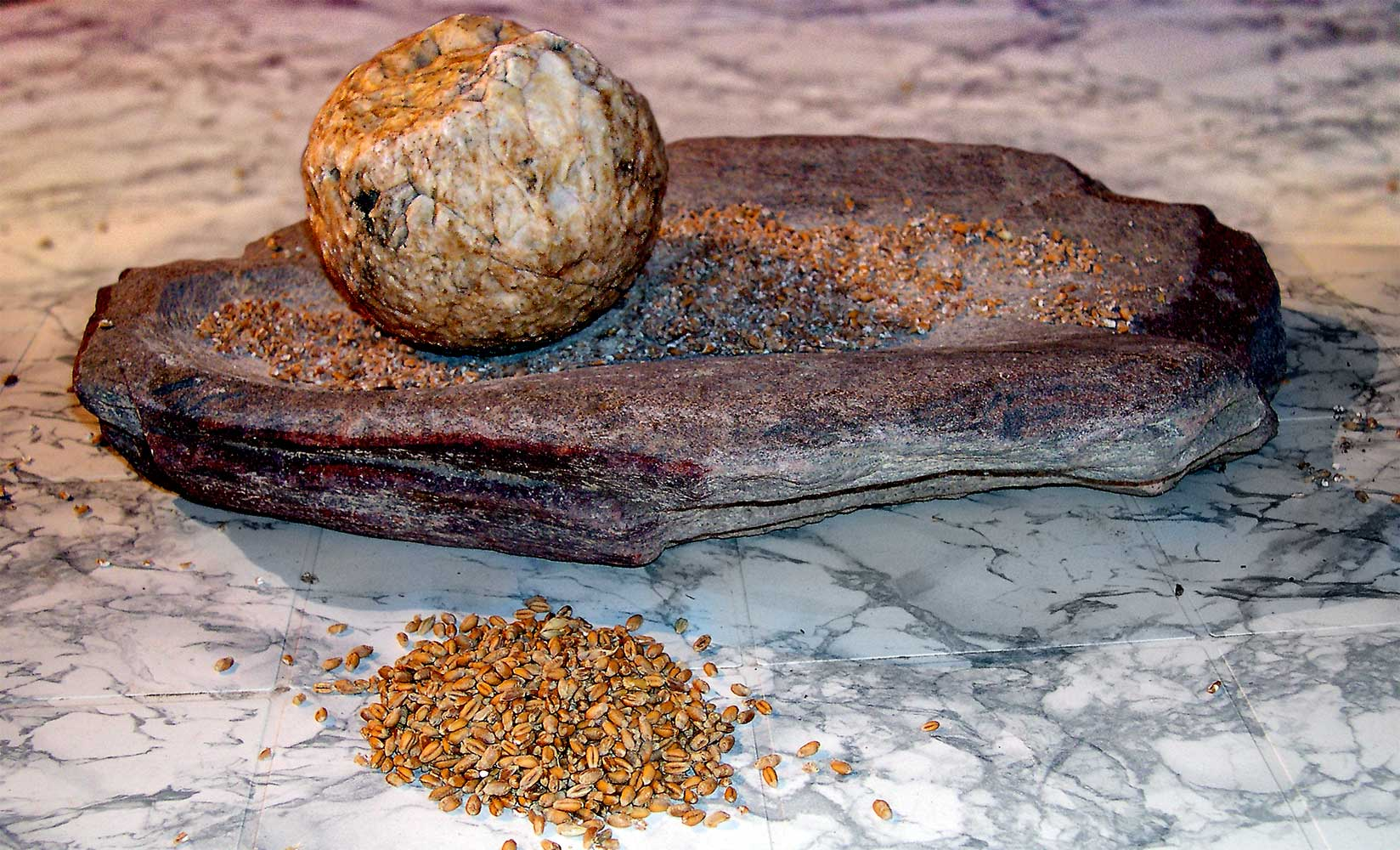
Drtidlo – primitivní nástroj na mletí obilí

Mlýnky na obilí jsou nástroje, které slouží k mletí obilí. Na rozdíl od větších mlýnů se mlýnky používají pro mletí menšího množství obilí. První kamenné mlýnky však byly základem pro budování mlýnů.
Již v pravěku se k drcení obilí používalo mírně zahloubeného kamene a malého ručního drtidla. Toto primitivní vybavení později nahradily ruční otočné mlýnky, takzvaná žerna (žernovy), která výrobu mouky výrazně zefektivnila. Nástupcem kamenných mlýnků jsou nyní mlýnky litinové a ruční šrotovníky. V poslední době se na trhu objevují nové malé ruční kamenné mlýnky v rámci programu zdravé výživy.

## Kamenné mlýnky
V drobných hospodářstvích nebo na samotách se používaly k hrubému mletí – tzv. šrotování obilí –  ještě i v období první poloviny 20. století ruční rotační mlýnky s kameny, tzv. žerna (žernovy).
V principu je to stejný systém jako ve mlýnech, kde ovšem kameny jsou podstatně větších rozměrů. Kamenný mlýnek sestává ze dvou kamenů usazených těsně na sobě. Spodní kámen – ležák – je usazen pevně, vrchní kámen – běhoun – se po něm volně pohybuje krouživým pohybem. Uvnitř obou kamenů je vyvrtán otvor, ve kterém je usazen čep. Čep prochází ležákem a je ukotven v papřici, která je zapuštěna ve výřezu po stranách středového otvoru na spodní straně běhounu. Výškou papřice se na mlýnku reguluje mezera mezi kameny a tím hrubost mletí.

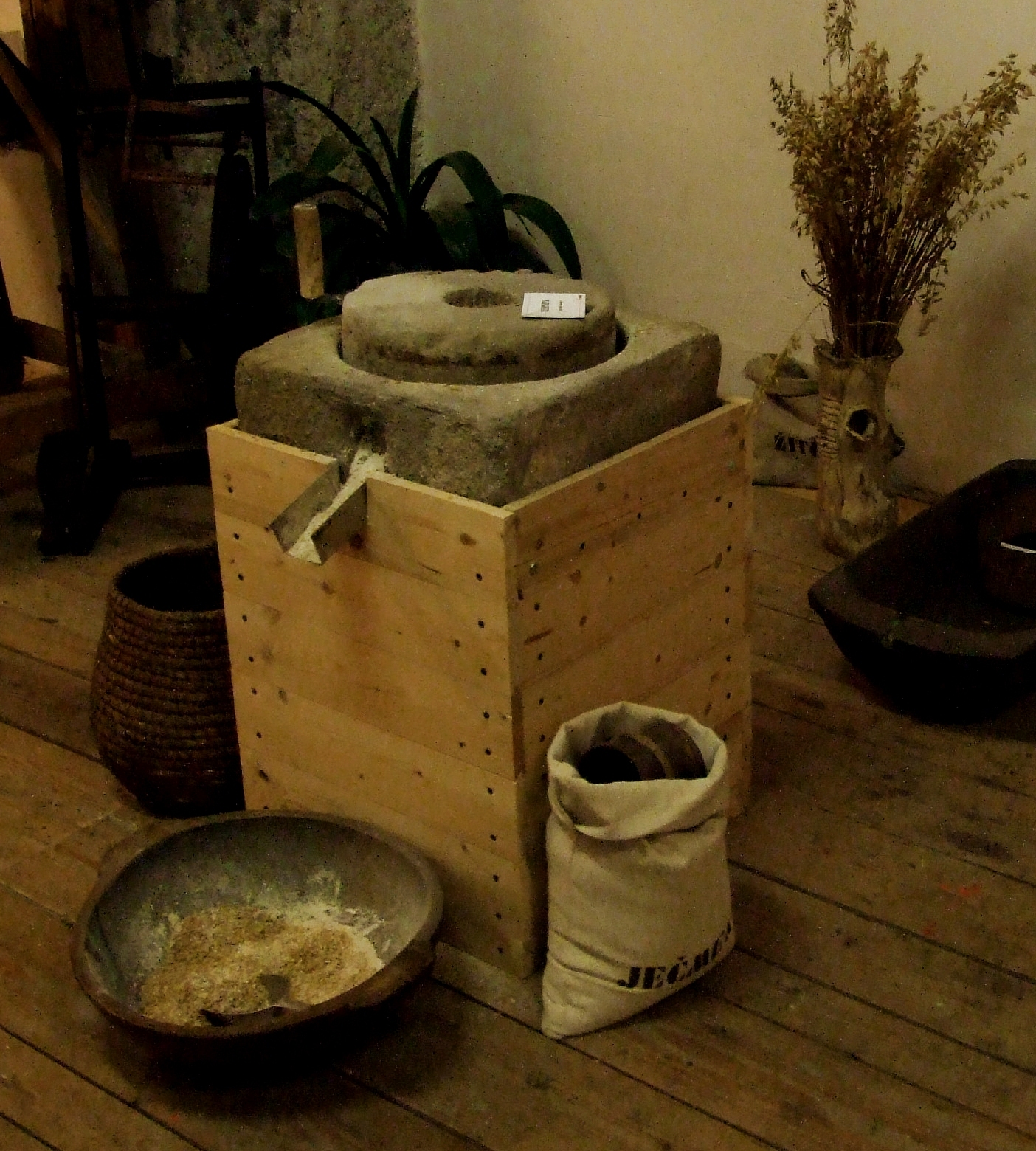
Kamenný mlýnek v Muzeu Mlejn

Oba kameny jsou uloženy na pevné stolici. Zrní se sype do otvoru v běhounu (kolem středového čepu, který nevyplňuje celý otvor v běhounu). Mlýnek se roztáčí ručně. Na běhounu je uchyceno madlo, nebo v běhounu jsou otvory, do kterých se madlo vkládá, aby bylo možno kamenem pohodlně otáčet. U nejstarších mlýnků se předpokládá, že se madlo či spíše dřevěný kolík dá připevnit k okraji běhounu pomocí koženého řemene nebo provazu staženého po obvodu běhounu. Obvyklý průměr běhounu se pohybuje od 300 do 500 mm.
V průběhu času i ruční kamenný mlýnek doznal jistých technických vylepšení, ačkoliv princip mletí i základní konstrukce zůstala stejná – ležák se ale dělal větší a běhoun byl do něj zapuštěný. Plocha obou kamenů už nebyla čočkovitá, ale rovná, s tím, že dno dutiny vyhloubené v ležáku se mírně svažovalo jedním směrem. V tomto nejhlubším místě pak byl do boku ležáku proražen otvor, kterým mletivo vypadávalo ven přímo do připravené nádoby.
Na Moravě a ve Slezsku se na těchto mlýncích mlelo, respektive šrotovalo ještě ke konci 20. století.

## Litinové mlýnky a ruční šrotovníky
První litinové mlýnky byly pravděpodobně mlýnky na mletí kávy. Káva se mlela mezi dvěma plochými kameny, stejně jako obilí. Později se roztloukala paličkou ve hmoždíři. Mašina na mletí kaffé byla údajně vynalezena v městě Wittenberg někdy kolem roku 1768. Trvalo však dlouhou řadu let, než se tento vynález o váze několika liber a poháněný ruční klikou prosadil na trhu. Jedním z prvních, kdo na starém kontinentu začal vyrábět mlýnek na kliku, byla v roce 1840 firma Peugeot, v Americe to byla firma Enterprise. V Českých zemích to byla firma Porkert ze Skuhrova nad Bělou, která začala takové mlýnky vyrábět na přelomu 19. a 20. století.
Mlýnky, které se vyráběly v Americe nebo Evropě, byly těžké a velmi robustní. Lidé sami přišli na to, že v těchto mlýncích se dá mlít i něco jiného než káva. Přišlo na řadu mletí koření, obilí, kukuřice, semen, skořápek, kostí, lastur, kůry, kořenů apod. Vývoj šel dál a mlýnky se začaly od sebe odlišovat.
Klasický mlýnek na mletí obilí je talířové konstrukce s průměrem talířů (ocelových kamenů) od 60 do 100 mm. Obilí se sype do násypky na šnekový unašeč. Šnek přes otvor pevného talíře, který je pevně spojen s tělesem mlýnku, tlačí obilí (melivo) mezi talíře (kameny). Mezera mezi kameny se dá nastavit regulačním šroubem. Hrubá mouka, respektive šrot je vynášen po obvodu talířů a padá z mlýnku do připravené nádoby.
Kvalita mletí je závislá na ostří ocelových talířů. Litinové mlýnky této konstrukce vyrábí řada firem ještě v současnosti.

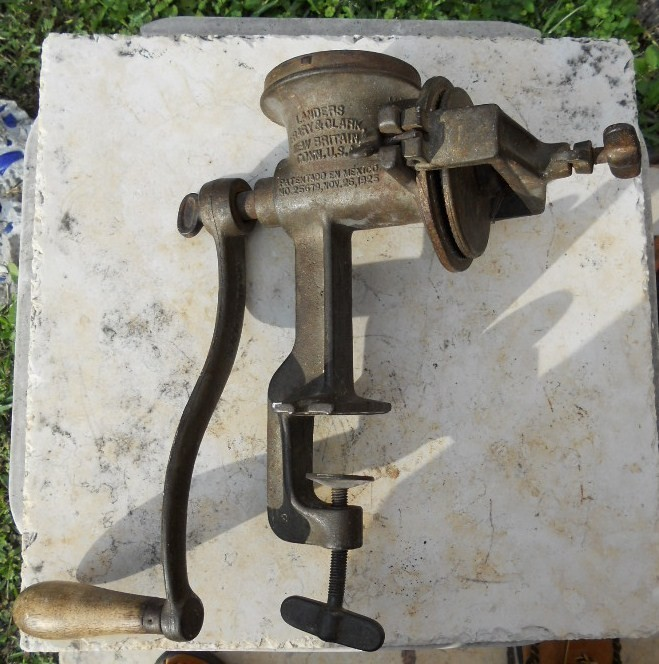
Litinový mlýnek Corona
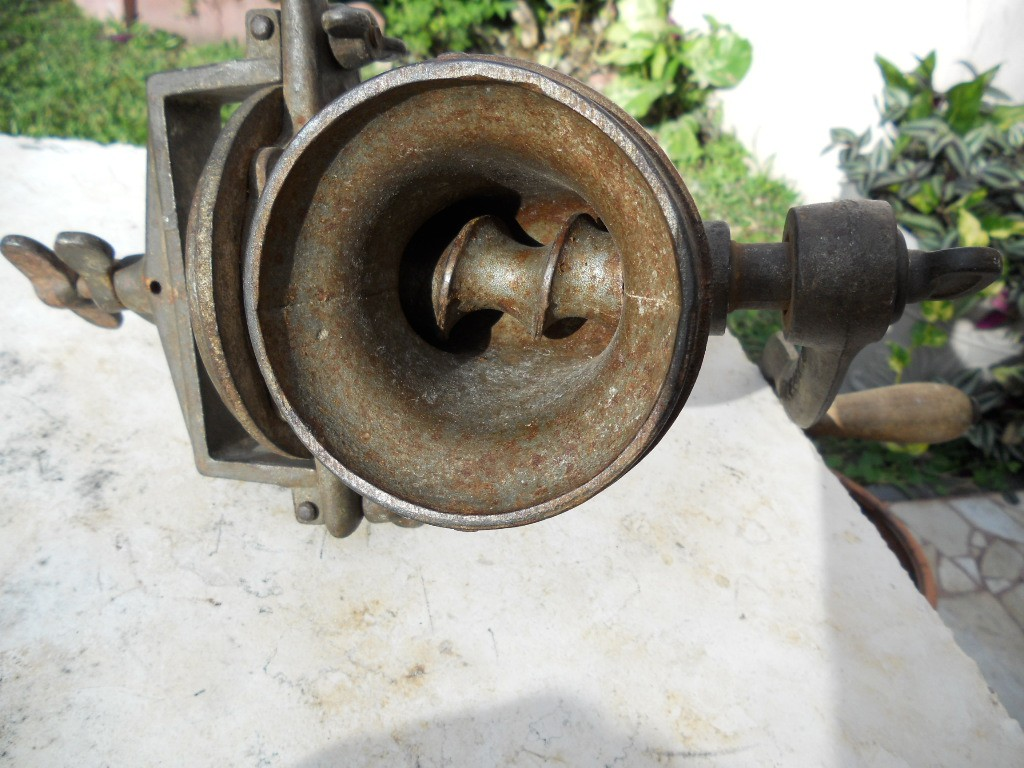
Šnekový podavač
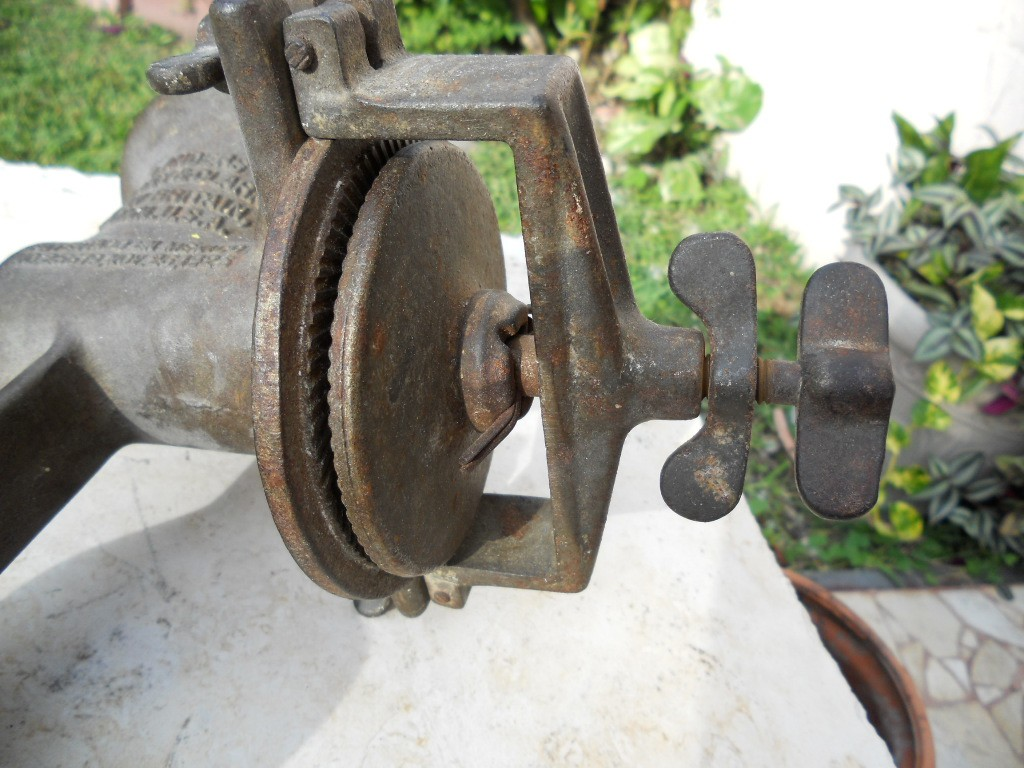
Mlecí ústrojí, talíře
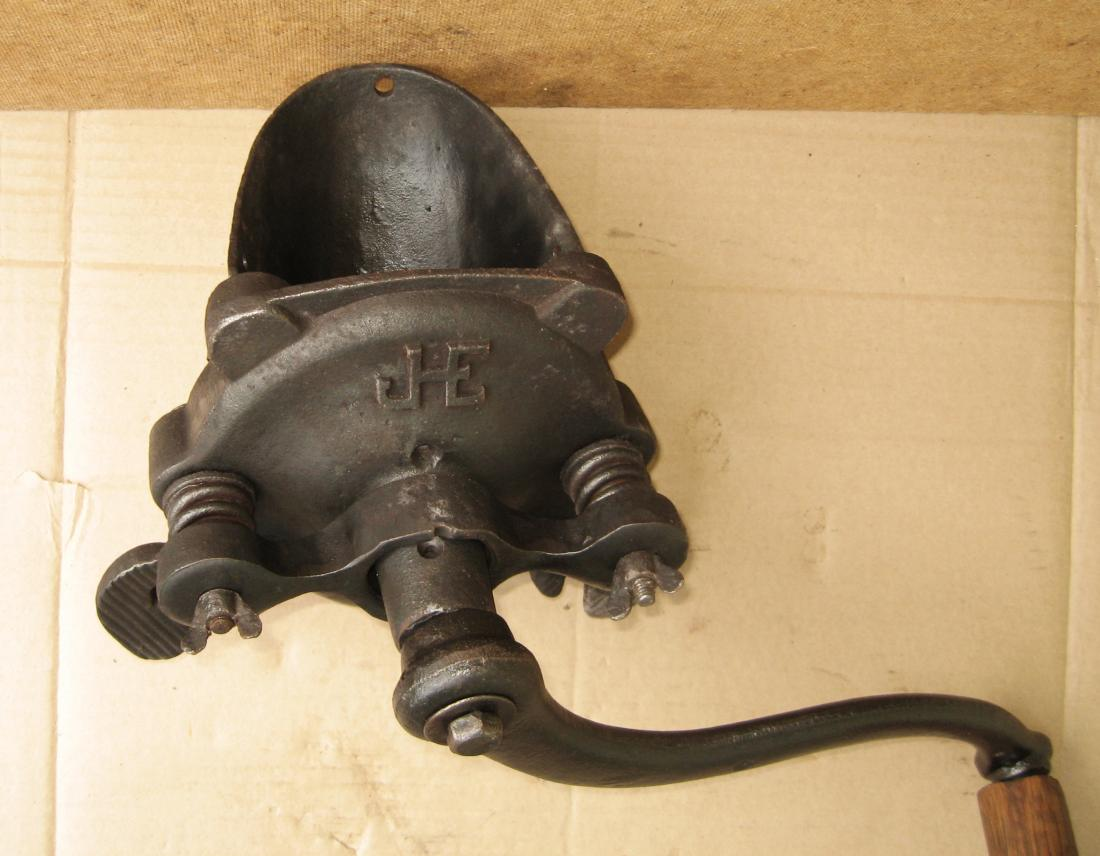
Šrotovník ruční

Ruční šrotovníky melou stejným způsobem jako litinové mlýnky. Základem jsou ocelové talíře, které mají větší průměr než mlýnky a jejich průměr je obvykle od 80 do 160 mm. Vlastní konstrukce tělesa šrotovníků je odlišná.
Historické i současné exempláře mlýnků na obilí se nacházejí např. v expozici Muzea Mlejn v Ostravě.